# Заречный (Брянская область)
Заречный — посёлок в Севском районе Брянской области России. Входит в состав Севского городского поселения.

## История
В 1964 г. Указом Президиума ВС РСФСР посёлок Сельхозтехника переименован в Заречный.

## Население
| 2010 | 2013 |
| ---- | ---- |
| 440  | ↘416 |